# Daiane Limeira
Daiane Limeira Santos Silva (Londrina, 7 de setembro de 1997), comumente conhecida como Daiane Limeira ou simplesmente Daiane, é uma jogadora profissional de futebol brasileira que atua como zagueira pelo Flamengo e pela Seleção Brasileira de Futebol Feminino.

## Carreira em clubes
Daiane começou seu treinamento formal de futebol na escola de futebol do Clube de Regatas do Flamengo em Uberlândia. Aos 16 anos, teve um teste bem-sucedido com o Associação Desportiva Centro Olímpico, mas não conseguiu arrecadar fundos suficientes para se mudar para São Paulo e aceitar sua vaga. Em vez disso, tentou sua sorte na equipe sub-17 do Kindermann, onde impressionou o suficiente para ser promovida diretamente para o time principal de adultos.
Em 2014, Daiane jogou futsal pela equipe sub-17 da Associação Desportiva 3R's e pelo Joinville nos Joguinhos Abertos de Santa Catarina. Em 2015, jogou futebol tanto pelo XV de Piracicaba quanto pelo Tiradentes, antes de passar a temporada de 2016 com o Rio Preto. No XV de Piracicaba, foi transferida da posição de ala para defesa central. Provou ser uma revelação em sua nova posição e logo atraiu a atenção de olheiros. Na temporada do Rio Preto, a equipe venceu o Campeonato Paulista de Futebol Feminino e foi vice-campeã do Campeonato Brasileiro de Futebol Feminino.
Daiane concordou com uma transferência para o clube norueguês da Toppserien, o Avaldsnes, para a temporada de 2017, que culminou na conquista da Copa Norueguesa de Futebol Feminino pela primeira vez. Em agosto de 2018, o Paris Saint-Germain da Division 1 Féminine assinou um contrato de três anos com Daiane. Em agosto de 2019, Daiane se juntou ao CD Tacón na Primera División. O Tacón se tornou o Real Madrid na temporada de 2020–21, mas a carreira de Daiane foi interrompida por três cirurgias no joelho. Juntou-se ao Madrid CFF na temporada de 2021–22. Em junho de 2022, retornou ao futebol brasileiro com o Flamengo.

## Carreira internacional
Daiane foi convocada para a seleção sub-20 do Brasil para sua estreia em agosto de 2015. Destacou-se na Copa do Mundo de Futebol Feminino Sub-20 de 2016 em Papua Nova Guiné, sendo nomeada Jogadora da Partida no empate por 1 a 1 do Brasil com a Suécia.
Em janeiro de 2018, o técnico da seleção nacional, Vadão, incluiu Daiane em sua estreia na Seleção Brasileira de Futebol Feminino. Fez sua estreia internacional em 13 de março de 2018 pela Copa América Feminina de 2018, derrotando a Bolívia por 7 a 0. O Brasil permaneceu invicto e venceu o torneio, garantindo a classificação para a Copa do Mundo de Futebol Feminino de 2019 na França. Daiane manteve seu lugar na equipe para o Torneio das Nações de Futebol Feminino de 2018 em julho e agosto de 2018.
Daiane não foi inicialmente incluída na equipe do Brasil para a Copa do Mundo Feminina da FIFA de 2019, mas foi chamada de última hora quando Érika se retirou devido a uma lesão na panturrilha.

## Vida pessoal
Daiane é de uma família grande, variando em relatos entre 18 e 23 irmãos. Quando tornou-se uma atleta profissional, começou a enviar dinheiro para sua família em Uberlândia, explicando que sua prioridade era ajudar seus pais a comprar sua própria casa.